# 歡樂頌
《歡樂頌》（德語：An die Freude），又稱《快樂頌》。為德國詩人席勒於1785年創作的詩歌，後來成為貝多芬第9號交響曲第四樂章的歌詞。現為歐盟的盟歌。

## 內容
席勒原詩《歡樂頌》中沒有的文字，即貝多芬自己添加者，以斜体標註。
| 德文原文 | 鄧映易所譯之通行譯文 | 直譯譯文 |
| O Freunde, nicht diese Töne! Sondern laßt uns angenehmere anstimmen, und freudenvollere. Freude! Freude! | 啊！朋友，何必老调重弹！ 还是让我们的歌声 汇合成欢乐的合唱吧！ 歡樂！歡樂！                                                                                | 啊！朋友，不要這些調子！ 还是让我们提高我們的歌声 使之成為愉快而欢乐的合唱！ 歡樂！歡樂！                                                                                 |
| Freude, schöner Götterfunken Tochter aus Elysium, Wir betreten feuertrunken, Himmlische, dein Heiligtum! Deine Zauber binden wieder Was die Mode streng geteilt; Alle Menschen werden Brüder, Wo dein sanfter Flügel weilt.                                       | 欢乐女神圣洁美丽 灿烂光芒照大地！ 我们心中充满热情 来到你的圣殿里！ 你的力量能使人们 消除一切分歧， 在你光辉照耀下面 四海之内皆成兄弟。                    | 欢乐，天國的火花， 極樂世界的仙姬； 我们如醉如狂， 走进你的圣地。 习俗使人各奔东西， 凭你的魔力手相携， 在你温存的羽翼下， 四海之内皆兄弟。                               |
| Wem der große Wurf gelungen, Eines Freundes Freund zu sein; Wer ein holdes Weib errungen, Mische seinen Jubel ein! Ja, wer auch nur eine Seele Sein nennt auf dem Erdenrund! Und wer's nie gekonnt, der stehle Weinend sich aus diesem Bund!                      | 谁能作个忠实朋友， 献出高贵友谊， 谁能得到幸福爱情， 就和大家来欢聚。 真心诚意相亲相爱 才能找到知己！ 假如没有这种心意 只好让他去哭泣。                    | 谁算得上非常幸运， 有个朋友心连心， 谁有一个温柔的妻子， 请来同聚同欢庆！ 真的，只要世上还有 一个可以称知己， 否则离开这个同盟， 让他偷偷去哭泣。                         |
| Freude trinken alle Wesen An den Brüsten der Natur; Alle Guten, alle Bösen Folgen ihrer Rosenspur. Küße gab sie uns und Reben, Einen Freund, geprüft im Tod; Wollust ward dem Wurm gegeben, Und der Cherub steht vor Gott.                                        | 在这美丽大地上 普世众生共欢乐； 一切人们不论善恶 都蒙自然赐恩泽。 它给我们爱情美酒， 同生共死好朋友； 它让众生共享欢乐 天使也高声同唱歌。                  | 一切众生吸吮欢乐， 在自然的怀抱里， 她那玫瑰色的足迹， 善人恶人同追觅， 甜吻，美酒，生死之交， 都是欢乐所赐予， 蟲豸也和神前的天使， 一同享受着生命。                     |
| Froh, wie seine Sonnen fliegen Durch des Himmels prächt'gen Plan, Laufet, Brüder, eure Bahn, Freudig, wie ein Held zum Siegen. | 欢乐，好像太阳运行 在那壮丽的天空。 朋友，勇敢的前进， 欢乐，好像英雄上战场。                                                                              | 歡喜，好像太阳飞行 在天上壮丽的原野里， 兄弟们，赶你们的道路， 快乐地，像英雄走向胜利。                                                                                   |
| Seid umschlungen, Millionen! Diesen Kuß der ganzen Welt! Brüder, über'm Sternenzelt Muss ein lieber Vater wohnen. Ihr stürzt nieder, Millionen? Ahnest du den Schöpfer, Welt? Such' ihn über'm Sternenzelt! Über Sternen muss er wohnen.                          | 亿万人民团结起来！ 大家相亲又相爱！ 朋友们，在那天空上， 仁爱的上帝看顾我们。 亿万人民虔诚礼拜， 拜慈爱的上帝。 啊，越过星空寻找他， 上帝就在那天空上。    | 拥抱吧，万民！ 這一吻送給全世界！ 兄弟们，星空的高处， 定住着慈爱的天父。 万民，可曾跪倒？ 可曾认识造物主？ 越過星空寻找吧， 他定在星际的尽头！                           |
| 反覆： Seid umschlungen, Millionen! Diesen Kuß der ganzen Welt! Brüder, über'm Sternenzelt Muss ein lieber Vater wohnen. Seid umschlungen, Millionen! Diesen Kuß der ganzen Welt! Freude, schöner Götterfunken Tochter aus Elysium, Freude, schöner Götterfunken! | 反覆： 亿万人民团结起来！ 大家相亲又相爱！ 朋友们，在那天空上， 仁爱的上帝看顾我们。 亿万人民团结起来！ 大家相亲又相爱！ 欢乐女神圣洁美丽 灿烂光芒照大地！ | 反覆： 拥抱吧，万民！ 這一吻送給全世界！ 兄弟们，星空的高处， 定住着慈爱的天父。 拥抱吧，万民！ 這一吻送給全世界！ 欢乐，天國的火花， 極樂世界的仙姬。 歡樂，天國的火花！ |

## 地位
現在《歡樂頌》是歐盟盟歌，已被寫入《歐盟憲法》。歐盟之父理查德·尼古拉斯·冯·康登霍维-凯勒奇建議《歡樂頌》作為歐盟盟歌。

## 外部連結
- 席勒1785年的歡樂頌原版與英語翻譯[永久]
- 視頻: Beethoven's Symphony No. 9 - Ode to Joy 貝多芬的第九交響曲 - 歡樂頌 （页面存档备份，存于），維也納愛樂管弦樂團和紐約合唱團，指揮家弗朗兹·威尔瑟-莫斯特，2014年2月25日，卡内基大厅。